# Matagalpa
Matagalpa es un municipio y una ciudad de la República de Nicaragua, cabecera del departamento de Matagalpa situado en el centro del país. Es la cuarta ciudad más grande de Nicaragua, la más grande del interior del país y una de las más activas comercialmente fuera de Managua. Es conocida como «Perla del Septentrión», debido a sus características naturales y  como la «Capital de la Producción», por su variada actividad agropecuaria y comercial. Está ubicada a 128 kilómetros al noreste de Managua, la capital del país.
Durante el dominio español fue sede del Corregimiento de Matagalpa, dentro la división territorial y administrativa de la Capitanía General de Guatemala, llamada Reino de Guatemala y administrada por la Real Audiencia de Guatemala.

## Toponimia
El nombre de Matagalpa proviene del pueblo indígena que vivía en estas tierras. Etimológicamente se ha propuesto, entre otros, las siguientes:
- Matlatl-calli-pan: "Casa de las Redes" por el Ing. Alfonso Valle.
- Matlactli-calli-pan: "En las diez casas o familias" por el Profesor Luis Cuadra Ceas.
- Matlati-galpa: "Tierra de Honderos" por el Dr. Alejandro Dávila Bolaños.
- Maika-calpa: "Pueblo Grande" o Cabeza Mayor. De Maika, cabeza, y calpul, híbrido matagalpa-nahuatl. Porque era la población más importante de las matagalpas septentrionales. Llamada Pueblo Grande por el historiador Jerónimo Pérez (1855).
- Matagalpa: según apuntaba el sacerdote y lingüista Guillermo Kiene, parece provenir del sumo y significar «Vamos a la Piedra».

El antropólogo matagalpa Dr. Mario Rizo Zeledón y el historiador Eddy Kühl Aráuz, creen que el término Matagalpa, viene precisamente de esta "lengua matagalpa" (Brinton 1883), Maika-calpa. Maika-Cabeza Mayor, y Calpul-Poblado. O sea “Pueblo Grande”, tal como decía el historiador Jerónimo Pérez en 1855. Eso coincide con la realidad histórica, pues Matagalpa ha sido el poblado más grande del centro-norte de Nicaragua desde tiempos precolombinos, y así aparece en los registros eclesiásticos de tiempos coloniales: El pueblo indio de Matagalpa o "Pueblo Grande" con sus dos parcialidades Molagüina y Solingalpa.
No obstante, la palabra "Matagalpa" proviene del idioma nahuat pipil y se conforma por las palabras Matat (que significa "Red, trampa") Galli o kalli (que significa "Casa, estructura, cubierta") y Pan (que significa "Lugar de abundancia"). Por consecuencia Matagalpa (o Matlalkalpan) significa "Lugar donde abundan las trampas". Traducción hecha por el Arqlgo. Octavio Malpica, hablante de Náhuatl.

## Geografía
Matagalpa limita al norte con el municipio de Jinotega, al sur con los municipios de Esquipulas y San Dionisio, al este con los municipios de El Tuma - La Dalia, San Ramón y Muy Muy y al oeste con el municipio de Sébaco. Está a 125 kilómetros al noreste de la capital de Managua.
Situada en la ribera del río Grande a la vez la atraviesan los arroyos de Molás, Agualcás y varios cauces sobre los cuales se han construido puentes y viviendas. Matagalpa se encuentra rodeada casi en su totalidad por montañas de altura considerable, entre los más destacados se encuentran el cerro Apante que forma uno de los ramales de la serranía Dariense, este se ubica al sureste de la ciudad, al oeste, frente al centro histórico de la ciudad se encuentra el cerro El Calvario, hoy convertido en parque mirador, en el cual la municipalidad ha construido estructuras de recreación para la población, al norte de la ciudad se encuentran varios cerros cubiertos de bosques, entre los cuales destaca el cerro San Salvador; dentro del mismo casco urbano destaca el cerro de Pancasán en el cual se ubica el barrio del mismo nombre el cual es visible desde todos los puntos de la ciudad.
- Altitud: 680 m s. n. m.
- Superficie: 619.4 km².
- Latitud: 12° 55′ 0″ N
- Longitud: 85° 55′ 0″ O.

### Hidrografía
En el barrio de Guanuca, al norte de la ciudad, se forma el llamado "Río Grande de Matagalpa" por la unión de los ríos Molino del Norte y San Francisco. El Grande de Matagalpa con sus 550 km de longitud (contando desde el nacimiento en las montañas del norte del municipio en Selva Negra) es el segundo río del país después del Segovia (725 km). Cruza la ciudad de noreste a suroeste para desembocar en el Caribe. El río causa daños en los barrios ubicados en su riberas, debido a sus crecidas invernales.
El abastecimiento de agua de la ciudad es proporcionado en parte por el río Molino Norte (uno de los dos que forman al Grande de Matagalpa), el cual es encausado hasta la planta de tratamiento Rubén Darío para abastecer de agua potable a aproximadamente el 30% de la población de la ciudad, mientras casi el 60% es abastecido por aguas provenientes de pozos del municipio de Sébaco, lo cual provoca distintas características químicas en el agua consumida por la población de la ciudad; hay un pequeño porcentaje de la ciudad abastecido de otras fuentes cercanas al cerro Apante.

## Historia
Los habitantes de la región central de Nicaragua, a la llegada de los españoles, fueron denominados:
- Chontales por Gonzalo Fernández de Oviedo en 1527.
- Uluas o Taulepaulua por Diego García de Palacios en 1576.
- Popolucas por Fray Blas Hurtado y Plaza en 1748, a veces llamados Xicaques o Lencas.

### Los matagalpas
Su lengua, denominada "Matagalpa" desde 1891 cuando el lingüista Daniel Garrison Brinton la estudió y clasificó. Antes, había tenido diferentes denominaciones como chontal, populuca, cacaopera y pantasma. 
El término "matagalpa" se usa también para la denominación de la propia etnia. Los matagalpas habitaban pueblos como Susucayán, Apalí, Mozonte, Alcayán, Tapacusí, Caulatú, Quilalí, Apasupo, Yalagüina, Palacagüina, Condega, Sébaco, Metapa, Olominapa, Tecomapa, Matagalpa, Molagüina, Solingalpa, Jinotega, Abay, Yasica, Muy Muy, Teustepe, Juigalpa y Acoyapa. 
Hay que destacar que esta región no fue ocupada por las etnias de chorotegas, ni niquiranos, ni maribios, que vivían en la zona caliente de la franja del Pacífico y eran de origen mesoamericano con lenguas relacionadas con el náhuatl; mientras que, el matagalpa está relacionado con lenguas de origen macro-chibcha, llamadas de la familia misumalpa. 
El desarrollo de estas culturas fue relativamente alto entre el siglo IX y el siglo X, como lo muestran los restos de las elaboradas piedras de moler, cerámica engobe naranja, pinturas rupestres y esculturas de piedra que legaron. 
Los intérpretes que venían con los españoles, de origen náhuatl y chorotega, les denominaron "chontales" y "popolucas" que significa "extranjeros" y "tartamudos" o "balbuceantes" términos despectivos, como dice Jaime Incer Barquero. Contrario a esta concepción basta comparar los estilizados diseños de las estatuas de Amerrisque y Garrobo Grande, que se guardan en el museo arqueológico "Gregorio Aguilar Barea" en la ciudad de Juigalpa, con aquellas grotescas desnudeces de los ídolos de Zapatera y Ometepe.
Los matagalpas se destacaron por ser los primeros en dar combate frontal a los realistas cuando Francisco Hernández de Córdoba, Hernando de Soto y sus tropas quisieron penetrar en 1525 a su territorio en Joana Mostega, a 13 leguas al noreste de Telica. 
En 1530 fray Lázaro de Guido comienza la evangelización de los matagalpas en la zona de Sébaco y las sierras circundantes, misión continuada por fray Juan de Alburquerque en 1600 un poco más al interior. En un acuerdo convenido entre los matagalpas y los españoles, y exigido por estos indígenas, se debía garantizar que al recibir el bautismo no les harían emigrar de sus tierras, que mantendrían la patria potestad sobre sus hijos y que los soldados españoles no entrarían a sus poblaciones. 
En 1628 se crean las reducciones, de San Ramón Nonnato y de San Pedro de Metapa, que son los primeros pueblo establecidos por los misioneros. Eran reducciones de indios matagalpas que los misioneros mercedarios habían traído de las montañas de Tababaca (entre Matagalpa y Muy Muy Viejo), a 28 leguas al este de Sébaco, donde Fray Juan de Alburquerque les había cristianizado entre los años de 1606 y 1610. De cultura sedentaria, los matagalpas vivían en pequeños poblados de casas de paja. Eran agricultores y sus productos principales eran el maíz, los frijoles y el cacao y habían aprendido el uso de tubérculos (yuca, malanga)de parte de sus vecinos los ulúas que habitaban al oriente de Yasica y Matiguás, a orillas del río Kiwaska (hoy Río Grande de Matagalpa).
Durante la conquista española de Nicaragua, estos invadieron las tierras de los indios matagalpas. Empero, los matagalpas se han destacado siempre por ser muy aguerridos. Así se produjeron numerosos levantamientos, especialmente debido al mal trato que los corregidores españoles daban a la población, entre los que se destacan los ocurridos en los años de 1643, 1688, 1773 y 1881.
Inicialmente, el poblado de Matagalpa se estructuraba en tres pueblos o parcialidades indígenas: Pueblo Grande o Maika Calpul (Matagalpa), Solingalpa y Molagüina, realizándose modificaciones posteriores con la formación de nuevos barrios como el del Laborío (1750, indios foráneos en trabajos domésticos) y Guanuca (reducción de indios sumos en 1790). 
En 1536 llega a Sébaco, en labor de evangelización, el fraile mercedario Lázaro Guido. En 1542, se procede a dar organización a los pueblos indígenas conforme a las leyes especiales, formándose los primeros cabildos indígenas.
En la tasación española del año 1581 aparece mencionado "el pueblo indio de Matagalpa con sus parcialidades de Molagüina y Solingalpa con un total de 75 indios tributarios". 
En 1603, con Fray Juan de Alburquerque se asientan los primeros misioneros españoles al lado del antiguo pueblo indígena. En 1703 durante la visita del misionero fray Antonio Margil de Jesús había pocos españoles en Sébaco, Matagalpa, Muy Muy y Jinotega. 
Matagalpa fue saqueada y casi destruida en 1643 por Morgan, el famoso organizador de la piratería en el mar de las Antillas, quien remontó las aguas del río Grande o del Desastre (como lo llamó Colón).
En 1752 durante la visita de Monseñor Pedro Agustín Morel de Santa Cruz, Obispo de Nicaragua y Costa Rica, se menciona que había varias familias españolas. Para 1730, se mencionan las familias de apellidos Aráuz, Baldizón, Cantarero y Tinoco.
El 5 de abril de 1851 se le otorgó el título de villa, recibiendo el título de ciudad el 14 de febrero de 1862, según Decreto Legislativo del Congreso Nacional de Nicaragua, durante la administración del presidente Tomás Martínez Guerrero.

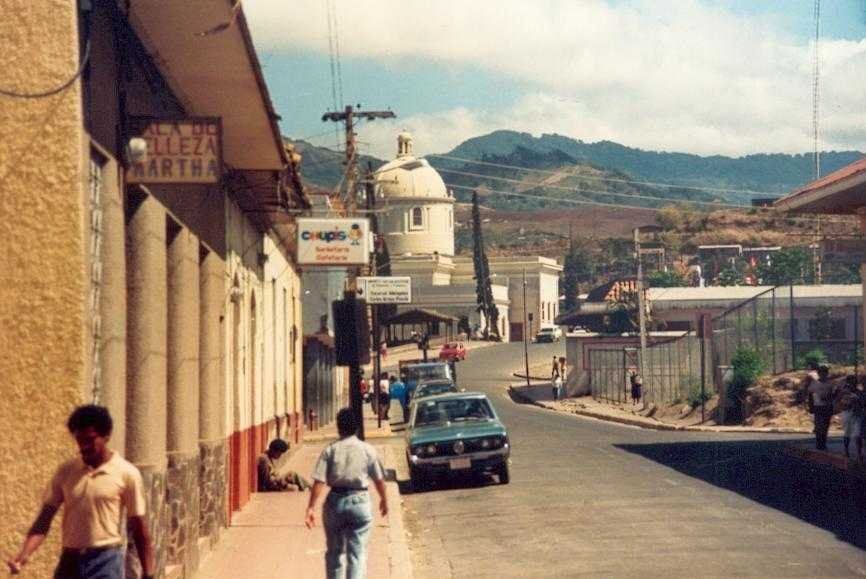
Calle en Matagalpa (1988)

## Demografía
Matagalpa tiene una población actual de 171,473 habitantes. De la población total, el 48.3% son hombres y el 51.7% son mujeres. Casi el 66.6% de la población vive en la zona urbana.
La ciudad se encuentra asentada en un estrecho valle rodeada de montañas como el macizo Apante y El Calvario además que el casco urbano es cruzado por el Río Grande de Matagalpa. El entramado urbano es bastante irregular adaptándose al relieve accidentado de su ubicación, el casco urbano es bastante pequeño pero densamente poblado con muchas construcciones de 3 plantas, los barrios periféricos se han ido asentando en las faldas de las montañas circundantes, creando un problema habitacional y de logística para las autoridades, por ende el crecimiento urbano se ha proyectado hacia el sur con la urbanización de algunas comunidades que antes tenían características rurales.
La población original de Matagalpina es de origen indígena, del pueblo aborigen "Matagalpa" al que se le añadieron los españoles y otros inmigrantes europeos. En los últimos años, ha recibido contribuciones de la inmigración nacional proveniente de otros departamentos y de ciudades como León y Masaya.

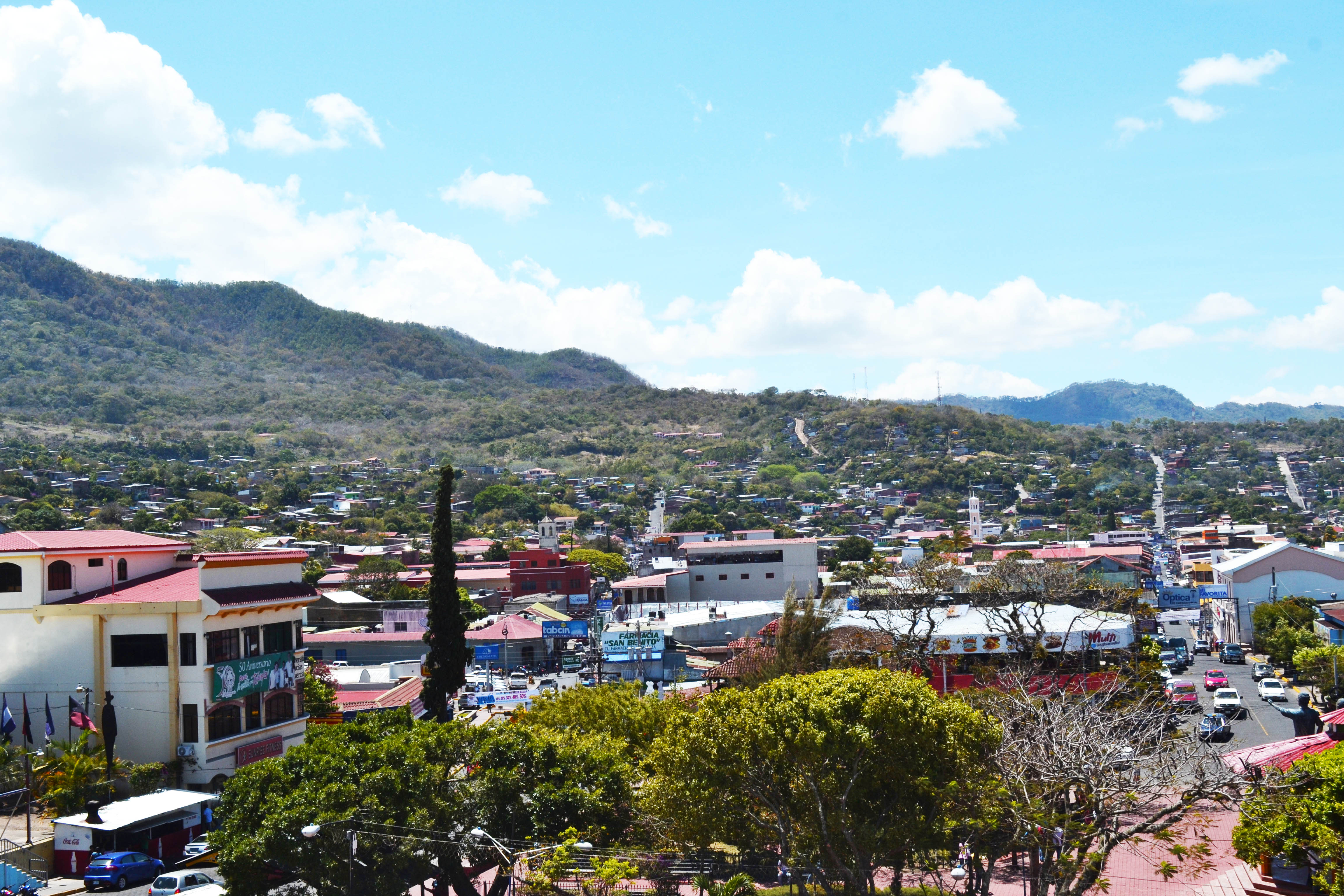
Vista de Matagalpa en 2015.

La población dentro de los límites de la ciudad propiamente dichos se encuentran dentro de un alto grado de densidad urbana, puesto que el casco urbano es considerablemente pequeño en relación con el tamaño de la población, eso ha llevado a un gran número de construcciones de varias plantas lo que convierte a la ciudad de Matagalpa en la ciudad (después de Managua) con la mayor cantidad de construcciones multiplantas en el país, por tal motivo el casco urbano es muy masivo con cuadras enteras en las cuales sus construcciones ya sean casas de habitación o edificios comerciales superan las dos plantas.

## Organización territorial
La ciudad se divide administrativamente en el casco urbano se compone de 48 barrios, 16 ciudadelas, 15 repartos, 4 asentamientos, 4 colonias y 2 urbanizaciones.

## Clima
Matagalpa se encuentra en la zona tórrida junto a pluviselvas. Sin embargo, su altura le da un clima templado y agradable todo el año. Bajo la clasificación climática de Köppen cuenta con un clima tropical húmedo y seco que las fronteras en un clima subtropical del altiplano.
En Matagalpa existen dos zonas predominantes una tropical seca, al sur del departamento, y otra tropical húmeda, al norte de este, con unas temperaturas que oscilan entre los 16 y 25 °C. La cabecera y la mitad septentrional del departamento gozan de clima fresco.
| Parámetros climáticos promedio de Matagalpa, Nicaragua | Parámetros climáticos promedio de Matagalpa, Nicaragua | Parámetros climáticos promedio de Matagalpa, Nicaragua | Parámetros climáticos promedio de Matagalpa, Nicaragua | Parámetros climáticos promedio de Matagalpa, Nicaragua | Parámetros climáticos promedio de Matagalpa, Nicaragua | Parámetros climáticos promedio de Matagalpa, Nicaragua | Parámetros climáticos promedio de Matagalpa, Nicaragua | Parámetros climáticos promedio de Matagalpa, Nicaragua | Parámetros climáticos promedio de Matagalpa, Nicaragua | Parámetros climáticos promedio de Matagalpa, Nicaragua | Parámetros climáticos promedio de Matagalpa, Nicaragua | Parámetros climáticos promedio de Matagalpa, Nicaragua | Parámetros climáticos promedio de Matagalpa, Nicaragua |
| Mes                                                    | Ene.                                                   | Feb.                                                   | Mar.                                                   | Abr.                                                   | May.                                                   | Jun.                                                   | Jul.                                                   | Ago.                                                   | Sep.                                                   | Oct.                                                   | Nov.                                                   | Dic.                                                   | Anual                                                  |
| ------------------------------------------------------ | ------------------------------------------------------ | ------------------------------------------------------ | ------------------------------------------------------ | ------------------------------------------------------ | ------------------------------------------------------ | ------------------------------------------------------ | ------------------------------------------------------ | ------------------------------------------------------ | ------------------------------------------------------ | ------------------------------------------------------ | ------------------------------------------------------ | ------------------------------------------------------ | ------------------------------------------------------ |
| Temp. máx. media (°C)                                  | 29                                                     | 28                                                     | 31                                                     | 32                                                     | 30                                                     | 29                                                     | 29                                                     | 29                                                     | 28                                                     | 26                                                     | 27                                                     | 25                                                     | 28.6                                                   |
| Temp. mín. media (°C)                                  | 16                                                     | 16                                                     | 18                                                     | 19                                                     | 19                                                     | 18                                                     | 18                                                     | 17                                                     | 17                                                     | 17                                                     | 17                                                     | 16                                                     | 17.3                                                   |
| Precipitación total (mm)                               | 15                                                     | 5                                                      | 20                                                     | 46                                                     | 229                                                    | 241                                                    | 211                                                    | 241                                                    | 305                                                    | 300                                                    | 145                                                    | 41                                                     | 1799                                                   |
| Fuente: BBC Weather                                    |                                                        |                                                        |                                                        |                                                        |                                                        |                                                        |                                                        |                                                        |                                                        |                                                        |                                                        |                                                        |                                                        |

## Economía

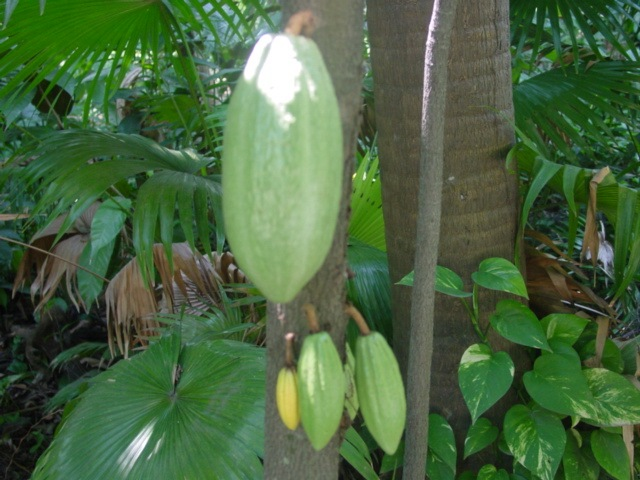
El Cacao es unos de los principales rubros de exportación.

La economía de Matagalpa está basada en la producción agrícola, siendo el café del producto principal y la industria láctea. También se produce cacao, frijol, maíz, hortalizas y floricultura.
El beneficiado de café es la mayor industria del municipio de Matagalpa y el mayor empleador de la población matagalpina, gran parte de los beneficios de café a nivel nacional están ubicados en la zona sur de la ciudad de Matagalpa, propiamente en el valle de Waswalí. En los últimos años el desarrollo de complejos industriales de beneficiado de café le ha dado un impulso considerable a la economía matagalpina. Además de Matagalpa, Jinotega es el mayor productor de café a nivel nacional, pero prácticamente todo el café producido en ambos departamentos es procesado en los complejos industriales de Matagalpa.
La producción artesanal más característica es la de la cerámica negra y en los últimos años se ha desarrollado la fabricación de mochilas y bolsos a base de cuero y tejidos elaborados por mujeres indígenas.
El área de servicios está desarrollada, como la cabeza departamental que es, y cuenta con 3 mercados: del Norte o de Guanuca muy importante por su fuerte actividad económica, del Sur y Campesino o de Verduras. También posee varias vías y zonas comerciales como la "Avenida del Comercio" y la "Calle de los Bancos". En los últimos años y gracias al crecimiento económico sostenido del país el comercio en el casco urbano de Matagalpa ha mostrado grandes avances en la construcción de edificios habitacionales y comerciales, convirtiendo a la ciudad en pionera en la zona norte en cuanto a construcciones verticales, sobre todo debido a la topografía sobre la cual se encuentra asentada la ciudad. 
Como cabecera departamental, la ciudad de Matagalpa cuenta con sucursales bancarias de los principales bancos del país, ubicados en su totalidad en la avenida Bartolomé Martínez, además de casas comerciales, restaurantes, tiendas por departamentos, clínicas privadas y farmacias lo que hace de la ciudad el principal centro de servicios de la región.
Los servicios se complementan en las áreas educativas y sanitarias, hay siete universidades entre las que se destacan la Universidad Nacional Autónoma de Nicaragua (UNAN). FAREM-Matagalpa fundada en 1980, que cuenta con 2 recintos dentro de la ciudad con el recinto principal a orillas del río Grande de Matagalpa y un centro de enseñanza técnica. A la vez, cuenta con 53 centros docentes entre parvularios, primarias y secundarias. En el área sanitaria destaca el Hospital Regional César Amador Molina ubicado al norte de la ciudad en una loma desde donde se aprecia el Mercado del Norte o de Guanuca, el río Grande y el populoso barrio de Guanuca.

## Gastronomía

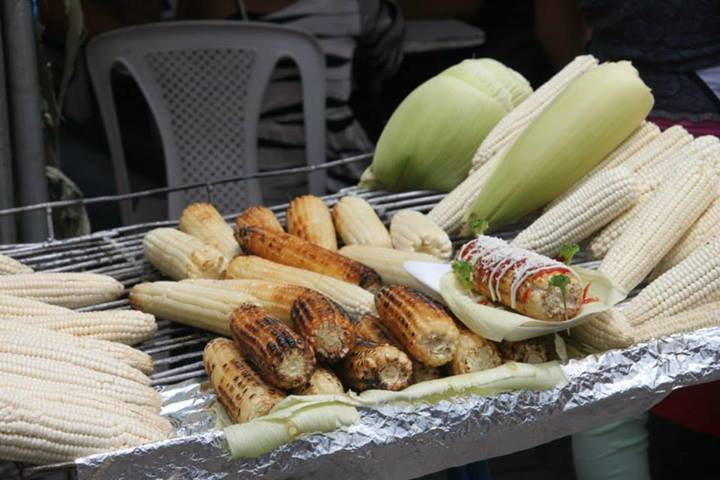
[http://mimatagalpa.net/matagalpa-su-gastronomia-cultura-turismo-y-mas/ Gastronomía de Matagalpa.

Las comidas derivadas del maíz. Tamal pisque, sopa de cuajada, tayuyá, güirila, yoltamal o tamal dulce, rosquillas, hojaldres, rosquetes, atol de maíz nuevo, buñuelos, marquesotes, Pío Quinto y gofios.
Bebidas derivadas del maíz.
Pinol, tiste, pozol, chicha, cususa (conocida como vino de maíz), chicha bruja (chicha fermentada) y morir soñando. El postre popular es la cusnaca hecha con dulce de rapadura y jocotes o ciruelas de América.
Matagalpa también es famosa por sus nacatamales, otra de las comidas típicas del país.

## Sitios de interés
Matagalpa posee varios monumentos interesantes y dignos de visitar. Entre ellos destacan:

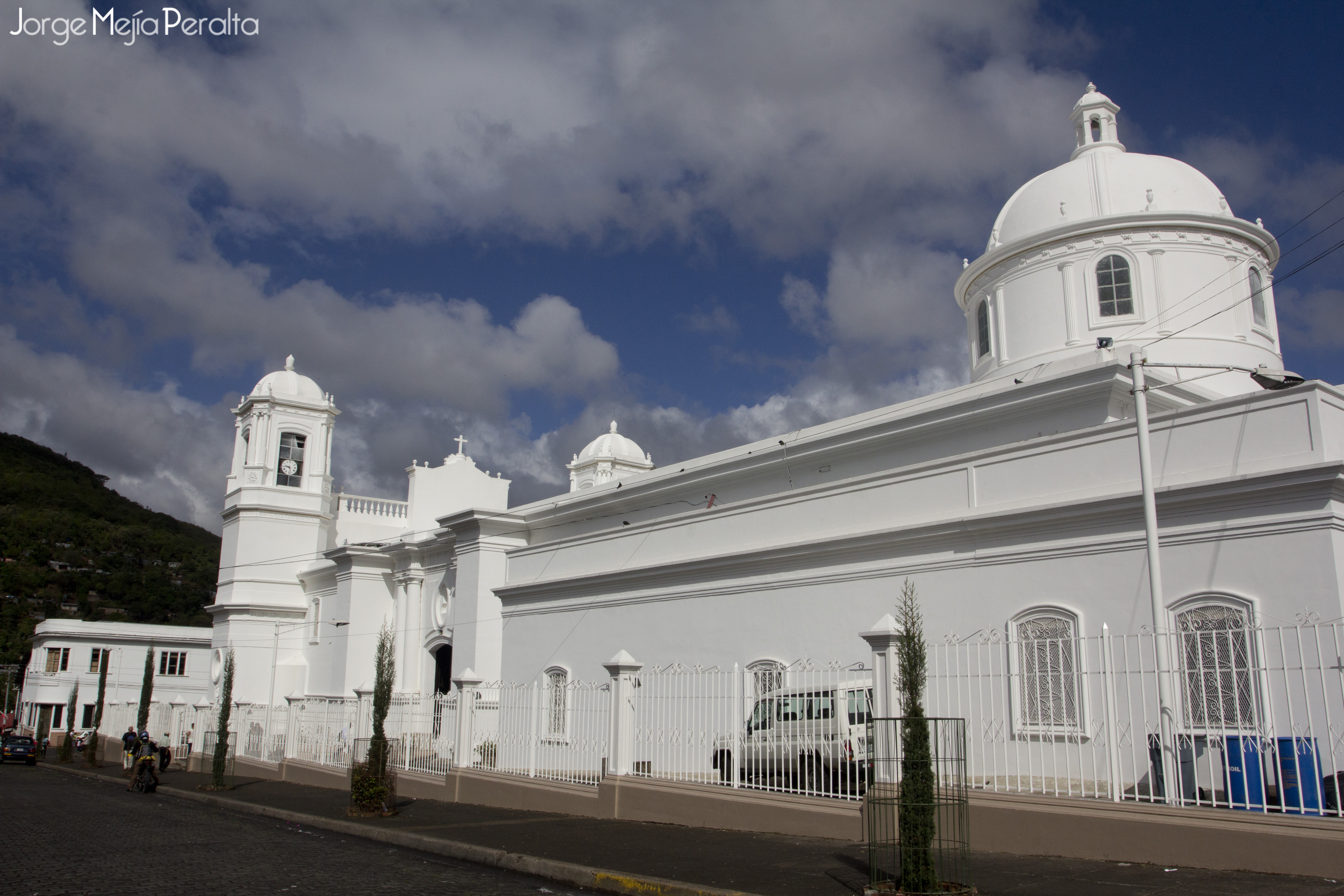
Catedral de Matagalpa

- Catedral San Pedro Apóstol de Matagalpa, también llamada Parroquia de San Pedro, la tercera catedral más grande de Nicaragua destaca por su estilo ecléctico entre bárroco y neoclásico. Fue construida por los jesuitas. El día de San Pedro Apóstol, el 29 de junio de 1874, en ceremonia solemne fue colocada la primera piedra.
  - La importancia arquitectónica de su construcción radica en que fue el primer edificio de tal magnitud en el país, fuera de las ciudades coloniales de León (1774) y Granada (1870).
  - También implicó mayor esfuerzo construir esta obra monumental en Matagalpa porque entonces no había caminos carreteros buenos y permanentes, pero principalmente, porque quedaba lejos del centro político del país, de los puertos y por lo accidentado de sus montañas. Por eso, casi toda se construyó con materiales locales como piedras, arcilla, ladrillos, arena, cal, agua, madera para andamios, ladrillos para el techo, baldosas para el piso, yeso, y esculturas talladas en piedra.
  - Solo se importaron del extranjero o de la zona del Pacífico, las platinas de hierro para los tensores horizontales, clavos, pernos, remaches, bisagras para puertas, vitriales y vidrio de Guatemala, campanas, cadenas de hierro, el reloj y las imágenes de yeso.
  - La mano de obra fue toda local, parte donada y parte pagada. La dirección estuvo, durante la primera etapa, bajo el padre jesuita español Alejandro Cáceres, luego bajo el italiano Carlos Garbagnati, y la última etapa 1884-95, bajo contrato con el constructor italiano Emilio Montesi y el masayés Camilo Caldera.
  - Las paredes se construyeron con pesadas piedras de gradilla de Matagalpa. Las bóvedas se construyeron de doble hilada de ladrillos de cuarterón, ladrillos de gran tamaño, quemados a orillas del río Grande por los trabajadores del maestro constructor José Aráuz, con un diseño del padre Cáceres.
  - Los relojes de su torre los montó el inmigrante alemán Otto Kühl en 1917, que mudó las campanas que estaban en la torre sur hacia la torre norte y subió el enorme reloj, ya armado, usando para ambas operaciones los tecles (malacates) de la mina de oro La Leonesa.
  - Importancia religiosa. La conclusión del templo colocó a Matagalpa como la tercera ciudad en importancia de Nicaragua, lo que sirvió para designar a Matagalpa como "Obispado Auxiliar de Managua" en 1913, y como "Obispado Independiente" en 1924 cuando, Monseñor Isidoro Carrillo y Salazar fue consagrado obispo de Matagalpa y Jinotega y hasta entonces la Parroquia San Pedro Apóstol fue elevada al rango de Catedral.
  - Al comienzo, en la primera etapa de 1874 a 1881, como no había cemento, el padre jesuita Alejandro Cáceres, ordenó hacer la argamasa que une las piedras de una mezcla de cal, arena y clara de huevos (cal y canto). Ya para la segunda etapa, 1884-97, traían (en carretas de bueyes) cemento importado en barrilitos de madera, le llamaban “cemento romano”. El atrio, de piedra gradilla, de enfrente y los lados de la Catedral se construyó bajo la dirección del padre Gonzalo Mendoza y donado por la familia de don Ramón Arnesto.
- Hotel de montaña Selva Negra, un lugar em donde te puedes hospedar, comer, pasear por la selva virgen y visitar el Museo del Café. En Selva Negra abunda la flora y fauna, por lo que podrás disfrutar de una gran variedad, así como contemplar el esplendor fresco de la naturaleza, que te transportaran a conocer más sobre la naturaleza del departamento de Matagalpa.
- Las antiguas iglesias de Dolores, San José de Nazaret y San Felipe Apóstol de Molagüina.[9]
- Capilla ecuménica San Nicolás construida con un estilo germánico en Selva Negra.[10]
- Las ruinas del antiguo Convento de los Jesuitas, ahora Cancha Deportiva "El Brigadista".

Hay algunos edificios singulares por haber nacido en ellos personajes relevantes, como la casa de Bartolomé Martínez, Presidente de Nicaragua (1923-1925) y la casa cuna de Carlos Fonseca Amador (1936-1976).
Otros museos interesantes son el Museo del Café en la ciudad de Matagalpa.

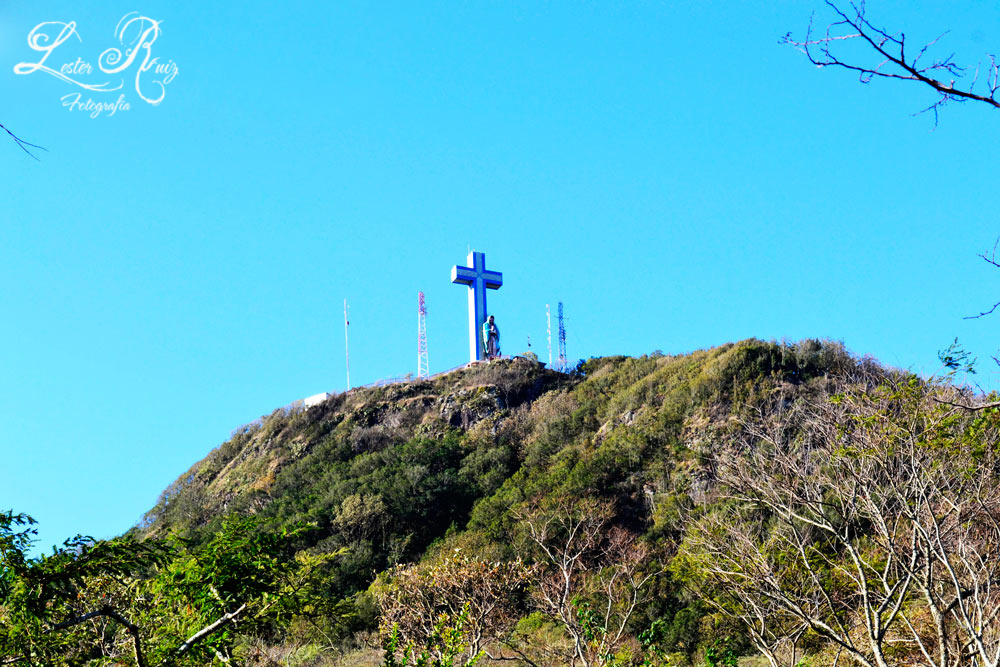
Montaña de la Paz

- Montaña de la Paz: Cuenta con el monumento religioso más grande del país, una cruz de 33 metros de altura, la cual es iluminada desde dentro de la estructura, la energía es producida enteramente por paneles solares.

Cerro El Calvario y Restaurante La República.
Un espectacular mirador donde se puede apreciar la ciudad de Matagalpa y disfrutar de la comida extraordinaria del Restaurante La República.

## Transporte
Matagalpa posee dos terminales de autobuses: La terminal norte o Guanuca conecta a la ciudad con los municipios del interior y es el punto de confluencia de personas de la zona rural del departamento, también maneja un gran volumen de mercancías y granos básicos.
Terminal Sur: ubicada frente al mercado sur es la conexión de la ciudad con las principales ciudades de la región como Estelí y Jinotega además de la capital Managua.
Transporte Terrestre: Matagalpa es una ciudad con una geografía accidentada y cuenta con tres pistas importantes:
- Pista de Circunvalación "Héroes y Mártires de Pancasán" - conecta con Managua y Puerto Cabezas.
- Ave. Central de Guanuca - Es la vía de comunicación de la ciudad con la pista de circunvalación y con la terminal norte y el principal mercado de la ciudad, el mercado Guanuca, su importancia yace en las actividades comerciales de sus alrededores.

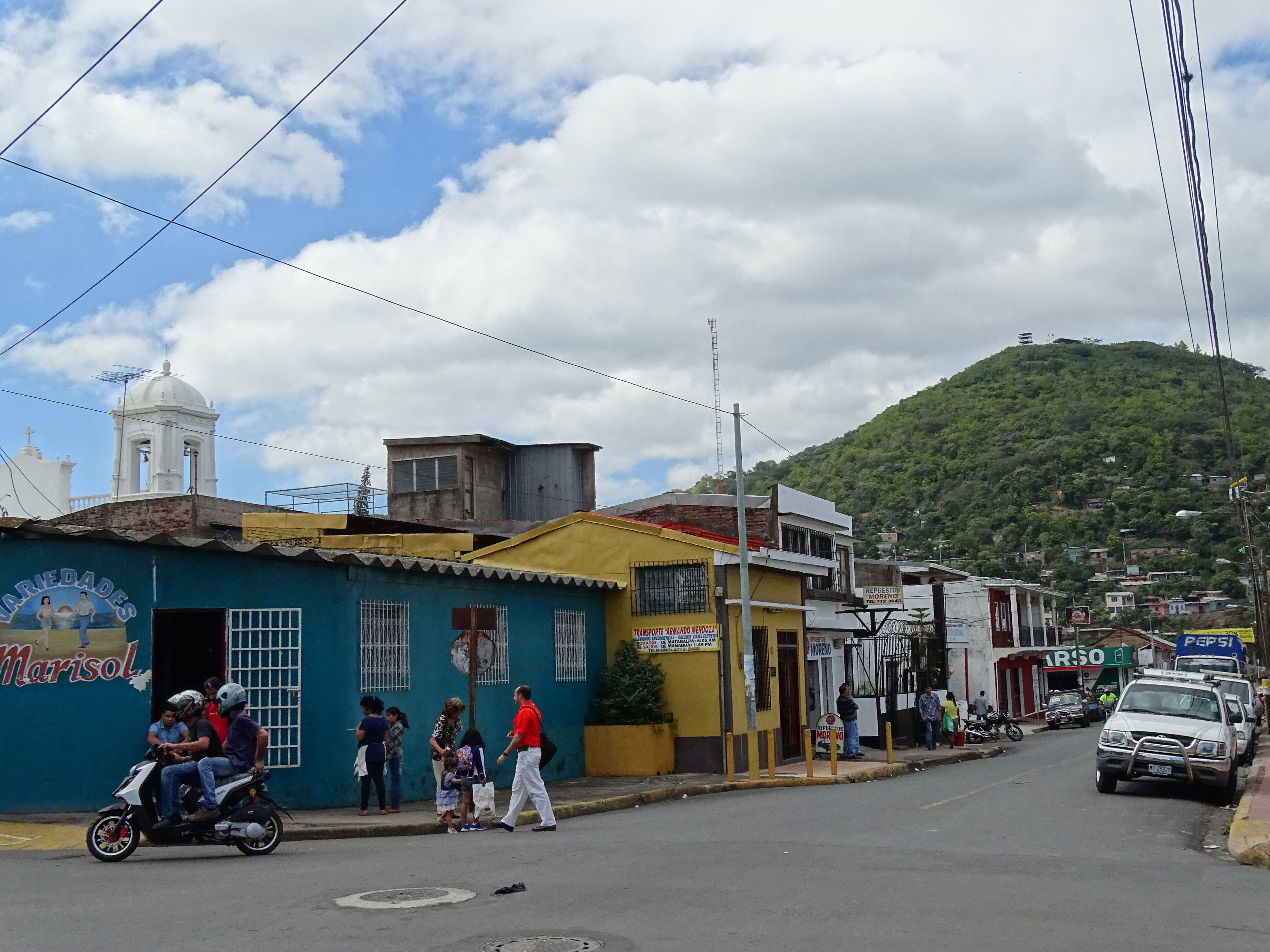

- Ave. José Dolores Estrada - conocida como "avenida del Comercio". Conecta los principales lugares de la ciudad de norte a sur.
- Ave. Don Bartolomé Martínez - conocida como "avenida de los Bancos". Conecta los principales lugares de la ciudad de norte a sur.

Matagalpa es la ciudad que mantiene un alto índice de simpatía pues es la capital del departamento homónimo y se han hecho inversiones para la construcción de vías directas desde Boaco hasta Estelí.

## Festividades
En Matagalpa se celebran las siguientes fiestas:
- 14 de febrero día de San Valentín. Matagalpa celebra su nombramiento a categoría de ciudad, otorgado un 14 de febrero de 1862.
- Feria del Café, en noviembre
- Feria del Maíz, en septiembre
- Fiesta del Huipil, en septiembre

## Personas destacadas
- Benito Morales (1805-1889), jefe de Estado de Nicaragua en 1833, senador y prefecto.
- Bartolomé Martínez (1873-1936), Presidente de Nicaragua entre 1923 y 1924.
- Matías Baldizón Morales (1830-1905), Prefecto del departamento de Matagalpa, y Ecónomo de la Catedral.
- Nazario Vega Mairena (1830-1912), Prefecto de Matagalpa
- Francisco Amador (1832-1895), Prefecto del departamento de Matagalpa, y Tesorero del Ejército del Septentrión.
- Carlos Fonseca Amador (1936-1976), fundador del Frente Sandinista de Liberación Nacional.
- Dora María Téllez (1955)
- Ivania Navarro Genie, Miss Nicaragua 1976, pero no clasificó entre las 12 semifinalistas de Miss Universo. Fue la primera reina de belleza que dio dos coronas internacionales para el país: “Miss Teenage Intercontinental” y “Miss Turismo del Caribe”. Navarro fue contratada por la organización Miss Universo para trabajar en giras de modelaje.
- Sharon Amador, modelo y empresaria, la que optó por primera finalista de Miss Nicaragua 2006 y Miss Ámbar Mundial 2006.
- Marina Jacoby, Miss Nicaragua 2016.
- Félix Rubén García Sarmiento «Príncipe de las Letras Castellanas» y «Padre del Modernismo» 18 de enero de 1867, Metapa.